# Paralinhomoeus deconincki
Paralinhomoeus deconincki is een rondwormensoort uit de familie van de Linhomoeidae. De wetenschappelijke naam van de soort is voor het eerst geldig gepubliceerd in 1972 door Groza-Rojancovski.